# Spilosmylus nesaeus
Spilosmylus nesaeus är en insektsart som beskrevs av Navás 1940. Spilosmylus nesaeus ingår i släktet Spilosmylus och familjen vattenrovsländor. Inga underarter finns listade i Catalogue of Life.